# Fahndung
Unter einer Fahndung versteht man die planmäßige, allgemeine oder gezielte Suche nach Personen oder Sachen im Rahmen der Strafverfolgung, Gefahrenabwehr, Strafvollstreckung und zur Durchführung ausländerrechtlicher Maßnahmen. Ziel der Maßnahme sind fahndungsrelevante Feststellungen jeglicher Art, insbesondere aber über Täter, den Tathergang (Modus Operandi), Bewaffnung, Fluchtfahrzeug und -weg, Zeugen sowie Beweismittel. Darüber hinaus dient die Fahndung zur Verdachtsgewinnung. Die Eingriffsermächtigungen ergeben sich – je nach Ziel und Zweck der Maßnahme – aus den Bundes- oder Landesgesetzen. Die polizeilichen Grundsätze der Fahndung sind in der Polizeidienstvorschrift (PDV) 384.1: Fahndung (VS-NfD) beschrieben und werden durch die PDV 384.2: Polizeiliche Beobachtung (VS-NfD) und andere einzelne Polizeidienstvorschriften ergänzt.
Im Allgemeinen wird zwischen nationalen und internationalen Fahndungen sowie verschiedener Fahndungsarten- und maßnahmen unterschieden. Die Fahndung ist eine wesentliche Maßnahme zur Aufgabenerfüllung der Polizei.

## Fahndungsziele

### Personenfahndung
Der Fahndungszweck ist bei der Personenfahndung vielfältig, er richtet sich vor allem nach dem Ziel (Strafverfolgung oder Gefahrenabwehr) und dem Status der gesuchten Person. Im Einzelnen hat sie zum Ziel:
- Die Festnahme, Ingewahrsamnahme oder Verhaftung,
- Die Ermittlung des derzeitigen Aufenthaltsorts (Aufenthaltsermittlung, bei Vermissten oder zwecks Zustellung einer gerichtlichen Vorladung)
- Die Anhaltung zwecks Identitätsfeststellung oder Ingewahrsamnahme (z. B. abgängige Minderjährige), bei Sachen ist es die Sicherstellung bzw. Beschlagnahme. Sobald der Fahndungszweck erreicht ist, wird die Fahndung von der ausschreibenden Dienststelle widerrufen und die Fahndungsmaßnahmen werden eingestellt.

Die Fahndungsinstrumente sind sehr vielfältig und breit gefächert. Sie sind zudem kombinierbar und bedienen sich auch moderner Techniken. Je besser die Personenfahndung funktioniert, desto höher ist die Aufklärungsquote.
Auch Zeugen dürfen zur Fahndung ausgeschrieben werden, sofern sie mutmaßlich zum Ermittlungserfolg bei Straftaten von erheblicher Bedeutung beitragen können (§ 131a StPO).

### Sachfahndung
Fahndungsinstrumente bei Sachfahndungen sind unter anderem Grenzkontrollen (inklusive Flughäfen), Überprüfungen in Pfandhäusern, auf Flohmärkten und die Beobachtung von Auktionen bei in- und ausländischen Auktionshäusern und im Internet. Die meiste Fahndungsarbeit in der Sachfahndung findet durch Abgleiche im Büro statt. Hierbei werden Spuren (Informationen) mit dem Fahndungsbestand abgeglichen (INPOL, BKA-Blatt, Fernschreiben usw.). Diese Vorgehensweise wird die Büromäßige Fahndung genannt.

### Grenzfahndung
Die Grenzfahndung ist eine polizeiliche Maßnahme im Rahmen des deutschen Grenzschutzes. Sie dient der polizeilichen Kontrolle des grenzüberschreitenden Verkehrs (§ 2 Abs. 2 Nr. 2b des Bundespolizeigesetzes).

## Fahndungsarten

### Ringalarmfahndung
Eine Ringalarmfahndung (teilweise auch Ringfahndung genannt) ist eine besondere Form der Alarmfahndung, die auch als Sofortfahndung bezeichnet wird. Sie wird nach einer schweren Straftat wie Entführung, Geiselnahme, Bankraub und der Flucht besonders gefährlicher Krimineller etc. ausgelöst. Ziel dieser Personenfahndung ist die Festnahme, um so eine Flucht verhindern zu können.
Nach Auslösung der Ringalarmfahndung werden in einem Radius, der von der Leitstelle festgelegt wird, um den Tatort an vorher katalogmäßig bestimmten taktisch günstigen Stellen Anhalte- oder Durchfahrtskontrollen errichtet. Der Radius um den Tatort oder Ereignisort beträgt in der Regel zwischen 20 und 50 Kilometern. Innerhalb des Rings läuft ergänzend die Tatortbereichsfahndung. Die Entscheidung über den Radius des Rings fällt nach einer Weg-Zeit-Berechnung. Liegt das auslösende Ereignis länger als 30 Minuten zurück, kommt nur ein Ring 50 infrage. In Deutschland ist die Rechtsgrundlage für die Einrichtung der Kontrollstellen der § 111 StPO.
Wenn die Ringalarmfahndung keinen Erfolg mehr verspricht, wird der Ring aufgelöst. Diese Auflösung wird über Funk zusammen mit einem Kennwort getätigt, um den Streifen gegenüber zu belegen, dass die Auflösung der Ringfahndung von berechtigter Stelle erfolgt. Die weitere Fahndung erfolgt dann, neben dem Einsatz der Kriminalpolizei, im Rahmen des Streifendienstes.

### Großfahndung
Eine Großfahndung wird in der einschlägigen PDV 384.1 VS-NfD nicht beschrieben. Bei Feldmann/Hennings (2010) wird Großfahndung jedoch als planmäßig vorbereitete Fahndung mit starken Kräften bei schweren oder die Bevölkerung erheblich beunruhigenden Straftaten oder Gefahrenlagen beschrieben. Die bundesweite Auslösung ist ebenso möglich wie eine regionale.

### Öffentlichkeitsfahndung
Bei Öffentlichkeitsfahndungen wird die Bevölkerung in die Fahndung eingebunden, etwa indem Steckbriefe oder Fahndungsfotos öffentlich gemacht werden. Mitunter hängt die Polizei Fahndungsplakate im öffentlichen Raum aus, also etwa in Postämtern, Rathäusern oder auch in gastronomischen Betrieben, oder bittet die Bürger über die Medien um Mithilfe, beispielsweise im örtlichen Rundfunk. Für Hinweise, die zur Ergreifung von flüchtigen Personen führen oder für Hinweise auf Sachen werden von der Polizei oder der Staatsanwaltschaft oder auch von Privatpersonen Belohnungen ausgelobt.
In den USA gibt es den Beruf des Kopfgeldjägers (Bounty Hunter), dessen Aufgabe es ist, sogenannte Kautionsflüchtlinge aufzuspüren und so von den Belohnungen zu leben.

### Zielfahndung
Zielfahndung ist die planmäßige, aktive Suche der Strafverfolgungsbehörden nach ausgewählten Straftätern, die als besonders gefährlich eingeschätzt werden oder wegen besonders schwerer Gewalt- oder Wirtschaftsdelikte (§§ 98a, 100a und 110a StPO) zur Fahndung ausgeschrieben sind. Kriminalbeamte stellen zu diesem Zweck intensive Nachforschungen an und reisen gegebenenfalls in andere Länder, um die dortigen Behörden zu unterstützen, sollte es konkrete Hinweise auf den Aufenthaltsort der Zielperson geben.
Situation in der Schweiz
Definition: Zielfahndung ist die wörtlich umgesetzte, gezielte und intensive Fahndung nach einem besonders ausgesuchten, zahlenmäßig kleinen Kreis von Schwerkriminellen. Zweck ist die systematische und umfassende Beschaffung von Informationen, die zur Ermittlung des Aufenthaltsortes des oder der gesuchten Straftäter führen und die Festnahme ermöglichen.
Zielfahndungsmaßnahmen werden in erster Linie ergriffen bei schweren Straftaten gegen Leib und Leben, gemeingefährlichen Vergehen oder Verbrechen, der Fahndung nach Straftätern aus dem Bereich der Organisierten Kriminalität und nach entwichenen Schwerkriminellen und gemeingefährlichen Tätern. Zielfahndungen werden in der Schweiz ausschließlich durch spezialisierte Fahndungseinheiten des Bundes und der Kantone geführt, haben häufig einen internationalen Charakter und erfordern eine enge Zusammenarbeit mit ausländischen Polizeibehörden.

## Führungs- und Einsatzmittel
Als Einsatzmittel wird in schwerwiegenden Fällen auch ein Polizeihubschrauber in Anspruch genommen, der von der Luft aus einen besseren Überblick hat und in der Regel mit einer Wärmebildkamera ausgerüstet ist. Des Weiteren werden in einigen Bundesländern, wie beispielsweise in Nordrhein-Westfalen, Berlin, Sachsen, Mecklenburg-Vorpommern, Bayern, Bremen, Saarland, Hamburg, und Niedersachsen Drohnen zur Fahndung eingesetzt. Im Jahr 2019 befanden sich bundesweit insgesamt 76 Drohnen im Polizeibetrieb.